# 滑降

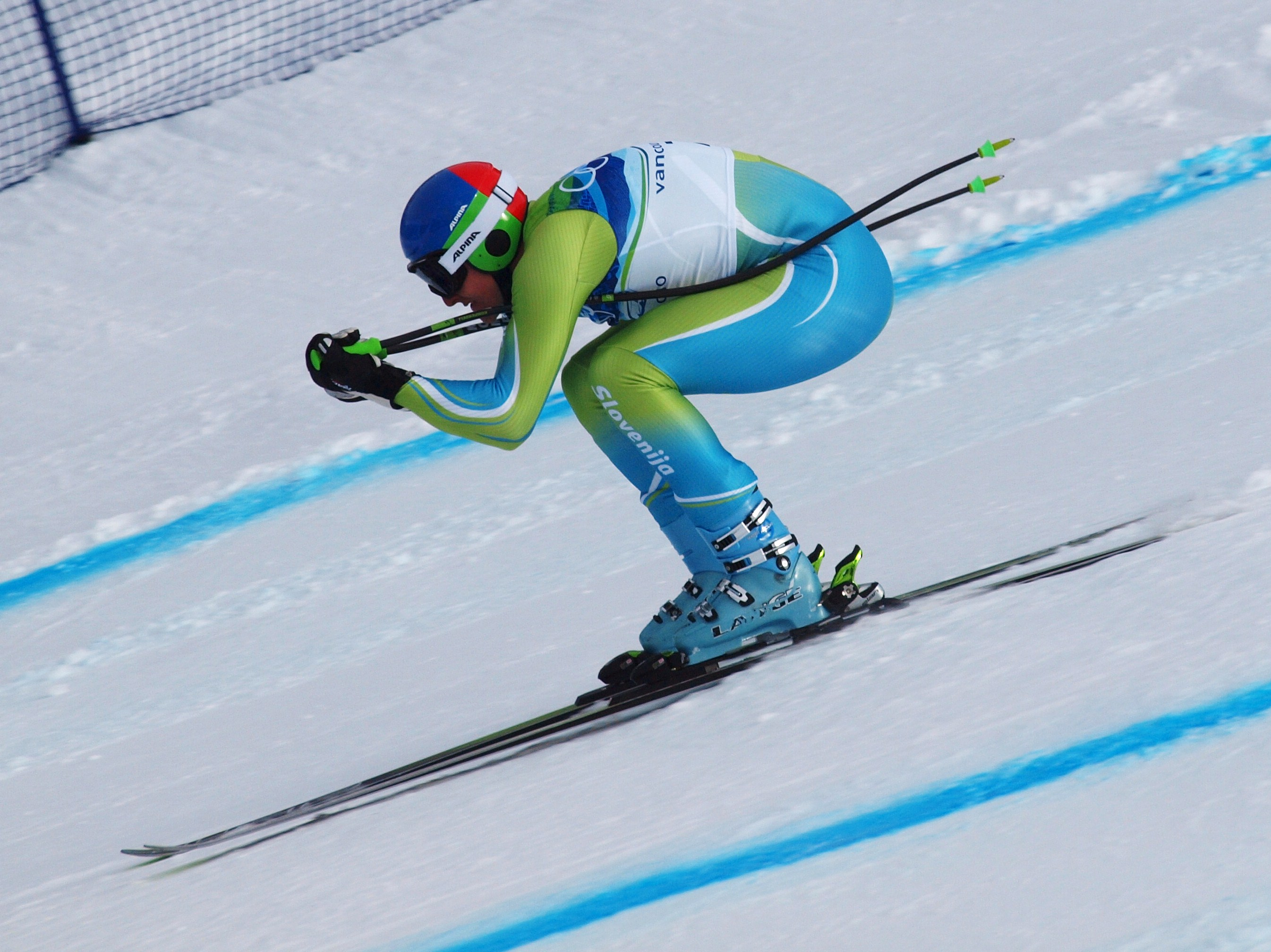
滑降

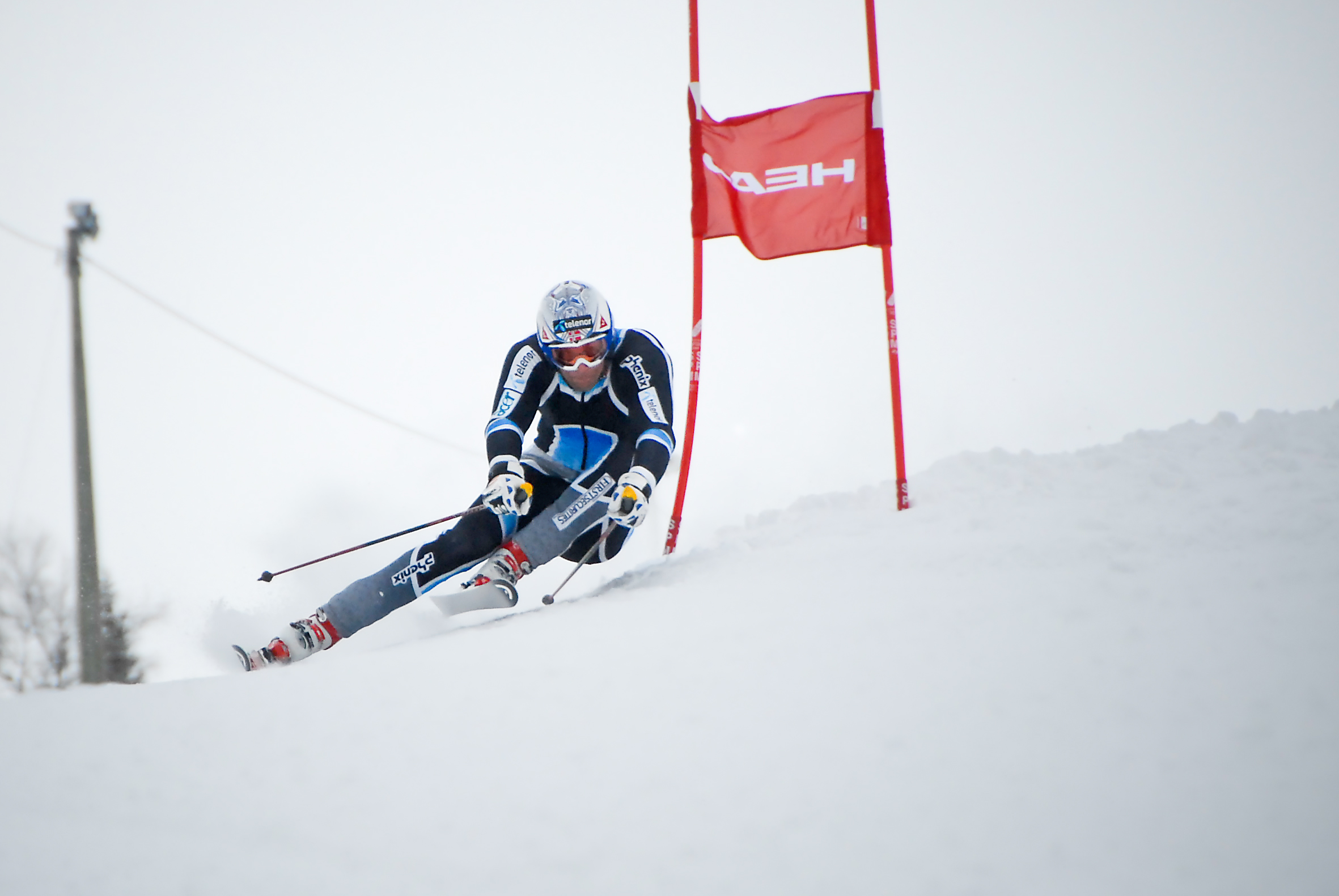
旗門を通過する

滑降（かっこう）は、アルペンスキーの競技種目の1つ。ダウンヒル（downhill）とも呼ばれる。

## 概要
アルペンスキーの競技種目の中では最もコースが長く、スピードも速い競技である。スーパー大回転と並んで高速系種目に分類される。競技の性格上経験が物を言う場合が大きく、ベテランの活躍するケースが多い。
1921年のイギリススキー選手権のためにアーノルド・ルンによって規則が作られたのが最初である。
滑降は、技術、勇気、スピード、リスク、コンディションの5つの要素によって特徴付けられ、コースはスタートからフィニッシュまで異なるスピードで滑り降りるようにしなければならないと規定されている。

## 日本における歴史
日本人男子では片桐幹雄・相原博之・千葉信哉・富井澄博が過去の代表的なレーサーであり、近年では富井剛志・滝下靖之がいる。アルペンスキーワールドカップにおける日本人選手の入賞は過去三度（当時の入賞制度）あり、1980年・ウェンゲン（スイス）で片桐が13位、1987年・富良野で相原が9位、1988年・ロイカバード（スイス）で千葉が12位に入っている。オリンピックでは1988年カルガリーオリンピックでの千葉11位が最高順位である。特にウェンゲンでの片桐の13位は、1位のケン・リード(カナダ)にわずか1秒50差に迫っており、日本人男子が滑降で最も世界のトップに近づいた数字として現在も残っている。1998/99シーズンには滝下がワールドカップ直下のヨーロッパカップの滑降で日本人史上初めて種目別総合優勝を果たした（しかし、それによってワールドカップの全戦参戦権を得た翌シーズンは持病の腰痛の治療のため棒に振っている）。
日本人女子では川端絵美が1980年代後半から1990年代前半にかけて活躍し、中でも1989年の世界選手権では5位に入賞しているほか（男女を通じて世界選手権の同種目における日本人最高位）、1993/94シーズンにはサンクト・アントン・アム・アールベルク（オーストリア）で開かれたワールドカップで3位表彰台に登っている。
しかし、今日の日本では規定を満たすコース確保と日程確保（滑降の公式開催には最低限3日間のコース閉鎖が求められる＝後述のように標高差の問題でスキー場のメインコースを使用する場合が多くつまり全面閉鎖ということになり営業面での打撃が大きい）が困難なことと、ソルトレークオリンピック以降は成績低迷を理由に全日本ナショナルチームから滑降をメインとするスピード系チームが消滅してしまい、それ以降大会が開催されていなかった。2013/14シーズンよりおんたけ2240スキー場にて久々の大会が開催され、翌年の2014/15シーズンには全日本選手権の開催が予定されていた。しかし、火山噴火の影響により中止となり、2015/16シーズンは記録的暖冬による雪不足のため中止となっている。

## コース
スタート地点とフィニッシュ地点との標高差の設定はそれぞれ次の通りとなっている。
- オリンピック・世界スキー選手権・ワールドカップ

男子800m（例外的に750m） - 1100m、女子450m - 800m
- コンチネンタルカップ

男子500m - 1100m、女子450m - 800m
- その他全てのFIS競技会（下記以外）

男子450m - 1100m、女子450m - 800m
- U21 - 18

男女とも450m - 700m
- 競技を2本で行う場合

男女とも350m - 450m
- エントリーリーグレース（ENL）

1本で行う競技（男女とも）ミニマム400m - 550m、2本で行う競技（男女とも）ミニマム300m - 400m
競技中は平均して100km/hの速度で滑走する上、男子のコースでは最大150km/hにも達する。コース中にはジャンプが設定される場合が多い。
最大幅30mのコース中に旗門幅8m以上の旗門がいくつか設置される。ただし、コースの状況によってコース公認を担当するインスペクターが許可すれば、コース幅が30m以下でも認められる。
アルペン競技で旗門に使われるポールは「スラロームポール」と称されていて、「リジッドポール（屈曲しないポール）」と「フレックスポール（屈曲するポール、可倒式ポールとも）」の2種類があるが、滑降ではリジッドポールのみを使い、旗門のターニングゲート（ターン内側の旗門）とアウトサイドゲート（外側の旗門）それぞれに2本使用してフラッグ（旗）を取り付けることが定められている。ただし、ジュリーの要請においてフレックスポールを使用できる場合がある。アルペン競技のほかの種目では赤色と青色の旗門を交互に立てる必要があるが、滑降では赤または青の同一色で統一された旗門を設置すればよく、通常は赤色の旗門が使用されることが多い。ただし、男女で同一のコースを使用する場合は、基本となる男子用コースは赤色として、女子用コースに設定された旗門部分には青色の旗門を使うことが定められている。
コースは旗門間が長い上に途中のジャンプ地形などもあって次の旗門が見えないことも多く、現在は旗門両側間の滑走ラインアウトサイドを結んで方向を示すカラーペイントのラインが雪上に施され。選手はこの左右のラインの間を滑り降ることになる。ただ、コースの設定によっては滑走中にオーバースピードとなるなどしてカラーペイントのラインを踏み越してしまう場合があるが、滑降を含めたアルペン競技のルール上、選手は旗門と旗門線（通常は旗門のインナーポール〈内側のポール〉同士の直線、すなわち完全なる旗門の中）を確実に通過していれば良いので、カラーペイントラインを踏み越してしまった場合のペナルティは無く、あくまでもコースの目安としての取り扱いとしている。なお、カラーペイントが使われる以前より松葉などを使うことがあり、現在の規則にも定められている。また、カラーペイントは旗門の設置場所に必ず行い、全競技中は最後まで消えないようにする。
回転、大回転の技術系種目では、技術の差を競うという意味合いから、同じ競技場所でも競技のたびに旗門の設定を変更する。しかし、滑降においては、速度を制限するという意味合いがより強く、世界的に有名なコースでは設定があまり変化しない。このため、「コースレコード」というものが存在するコースもある。
日本ではかつてアルペンスキーワールドカップの滑降が富良野スキー場、雫石スキー場、白馬八方尾根スキー場で開催されている。もっとも雫石スキー場は'93世界選手権、白馬八方尾根スキー場は長野オリンピックのプレ大会としての開催であった。ほかに全日本スキー選手権等の公式大会の開催経験のあるスキー場としては、カムイスキーリンクス、北大雪スキー場、ニセコアンヌプリ国際スキー場、志賀高原東館山スキー場、鳴子スキー場（2002年廃止）おんたけ2240などがある。
アルペン競技の中でも特に長い距離のコースを必要とするという特性から、コース確保のために行われる樹木伐採と自然保護との関係が問題となることが少なくない。日本でも1972年札幌オリンピックでは、恵庭岳にコースを新設する際に大規模に樹木を伐採したことが自然破壊だと批判を受けた。また1998年の長野オリンピックでは、滑降競技会場を決定するに当たりスタート地点を巡って問題が起こった（1998年長野オリンピックの滑降競技場設営問題）。

## 装備
滑降の装備はそのスピードという最大の特徴から、空気抵抗の低減と生命の安全の二大要素から構成される。

### スキー板
スキー板は安全性を高めるために、2010年はスキーの最小回転半径（ラディウス〈R〉）を男子・女子ともにR≧45m、全長を男子215cm以上、女子210cm以上と規定していた。
2013シーズンからは一部、2014シーズンからはすべての公認大会でスキーの全長は男子218cm以上（カテゴリーによっては213cm以上）、女子210cm以上（カテゴリーによっては205cm以上）が適用されていた、回転半径は男女ともにR≧50mが適用されている。
2020シーズンからは、全長はコンチネンタルカップ（COC）において男子218cm以上・女子210cm以上、その他カテゴリーにおいて全長は男子213cm以上・女子205cm以上が適用されている。回転半径は現在も同じである。

### ストック
ストックは空気抵抗の低減のため、選手が脇に抱えてクローチングフォームをとる際、外方向に広がらずバスケットが背中に隠れるよう体側を沿うように曲げられているシャフトと、空気抵抗を軽減する形状となったバスケット（諸見解あり）を取り付けたものが使用される。

### ヘルメット
規定により頭部を保護する有効なヘルメットの装着が義務付けられ、FISによる安全規格基準が定められていて、現在は「FISステッカーRH2013」適用品のみ認められている。

### スキーウェア
滑降競技に使われるスパンデックス生地のワンピーススーツはクローチングフォームに最適化し立体裁断されており、極力シワが出るのを抑えられている。ただし、体形のアウトラインに変更を及ぼす空力付加物をウェアに細工することは禁止されており、事実上パッドなどは取り付けられない。なお、現在は脊椎の保護のために背中にはウレタンのプロテクターが入っており、背中から雪面に叩きつけられても大ケガに至ることは極めて少なくなっている。また、一定の通気性を保つことが規定されている。

## 競技
滑降では、競技の前に公式トレーニングが設定されており、競技に参加する選手は公式トレーニングに参加する義務を負う。またオリンピック・世界スキー選手権・ワールドカップ・コンチネンタルカップについては特別規定が制定されることもある。
公式トレーニングとインスペクション（下見）は通常は3日間で設定され、この間に選手は実際にコースを滑走する。公式トレーニングに一度も出走しない選手は競技に出場することが認められない。そのほか、期間中の最終2日間は計時トレーニング（実際にタイム計測をする滑走）を行い、選手は最低1回は計時トレーニングに参加する必要がある。この場合の公式トレーニングやインスペクションの日程は連続しないで行われることもある。
公式トレーニングの開始前にジュリー（審判団）はTD（技術代表）やチームキャプテンやコーチの立会いの下にコースのインスペクションを実施する。先だってジュリーによって行われるものがジュリー・インスペクションと呼ばれ、その後に選手がインスペクションを行う。アルペン競技においてはこれらのインスペクションは全ての競技で実施される。
回転、大回転とは異なり、滑降は一部の例外を除いて1本のタイムで順位が決まる。ただし、主に日本国内でのレースなど、どうしてもロングコースが確保できない場合では、上記「コース」の規定によって2本の合計タイムで順位を競うことが定められている。これはFISによる緊急措置ともいえるルールとなっている。
オリンピックやワールドカップなどの大会では、概ね1分50秒から2分50秒の間で優勝タイムが決まるようにコース設定される。また、1位と2位の差が100分の1秒ほどしかないこともあり、近年では男子競技において、規定の範囲内ではあるがコースが長めに設定される傾向がある。

## リスク管理
滑降は速度が非常に速く、危険度が高い競技であるため、選手がコースから外れた際に衝突する可能性がある障害物に対して、高さのあるセーフティーネット、セーフティーフェンス、パッド、雪の壁、袋詰めされた藁等の方法で保護し安全性を高めている。それでも選手は練習中、あるいは競技中の事故で大ケガを負ったり、最悪の場合、競技中に事故死したウルリケ・マイヤーのように、命に関わる可能性もある事故に至る場合もある。
ルール上の安全対策として、各方面からの要求があった時に、ジュリーはインスペクションの前にイエローゾーンを決定した上で選手にもそのことを伝え、定められた黄色または黄色と黒のフラッグ（旗）をあらかじめ用意し、トレーニング・競技中のいずれの場合でも危険の可能性が生じた場合に選手に対して、そのフラッグを振り下ろすことで選手の滑走を停止させる措置を行うことがある。その場合、選手はすぐに滑走を止めなければならない義務を負う。なお、その場合で停止を受けた選手は、トレーニング中であれば最後の選手がスタートするまでにスタート審判に申告して許可を得れば、再度トレーニングを行える権利を持ち、競技中であればその場でジュリーに申告して許可を受けた上で、最後の選手がスタートするまでに再度スタートラインに戻って競技に戻ることができる権利がある。